# NGC 3149
NGC 3149 is een spiraalvormig sterrenstelsel in het sterrenbeeld Kameleon. Het hemelobject werd op 24 februari 1835 ontdekt door de Britse astronoom John Herschel.

## Synoniemen
- ESO 19-1
- IRAS10043-8010
- PGC 29171